# タークス・カイコス諸島の行政区画
イギリスの海外領土であるタークス・カイコス諸島は、6つの地区（District）から成る。地理的に分類すればタークス諸島が2地区、カイコス諸島が4地区となる。
このうちグランドターク、プロビデンシアレスは政府の直轄下にある。またパロット・ケイは企業の私有地であるため、別の地区とする場合がある。

## 地区

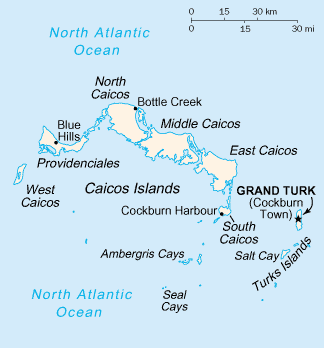
タークス・カイコス諸島の地図

| # | 名称                 | 英語名         | 中心地                 | 面積 (km2) | 人口 (2012) | 備考                                                   |
| - | -------------------- | -------------- | ---------------------- | ---------- | ----------- | ------------------------------------------------------ |
| 1 | グランドターク島     | Grand Turk     | コックバーンタウン     | 30         | 4,831       | タークス諸島、首都が所在。                             |
| 2 | ミドル・カイコス島   | Middle Caicos  | バンバラ               | 136        | 168         | カイコス諸島。                                         |
| 3 | ノース・カイコス島   | North Caicos   | キュー                 | 116        | 1,312       | カイコス諸島。                                         |
| 4 | プロビデンシアレス島 | Providenciales | ブルーヒルズ           | 133        | 23,769      | カイコス諸島、無人島であるウェスト・カイコス島を含む。 |
| 5 | ソルト・ケイ         | Salt Cay       | バルフォータウン       | 7          | 108         | タークス諸島。                                         |
| 6 | サウス・カイコス島   | South Caicos   | コックバーン・ハーバー | 75         | 1,139       | カイコス諸島、無人島であるイースト・カイコス島を含む。 |
| - | パロット・ケイ       | Parrot Cay     | -                      | 1          | 131         | カイコス諸島、企業の私有地。                           |

## その他の区分

タークス・カイコス諸島の選挙区

2016年の議会選挙では、10の選挙区が設定されていた。
1. 北グランドターク（Grand Turk North）
2. 南グランドターク（Grand Turk South） - ソルト・ケイを含む
3. サウス・カイコス（South Caicos）
4. ミドル・カイコスおよびノース・カイコス（Middle Caicos and North Caicos） - パロット・ケイを含む。
5. プロビデンシアレス島リーワード（Leeward, Providenciales）
6. プロビデンシアレス島バイト（The Bight, Providenciales）
7. プロビデンシアレス島チェシャーホールおよびリッチモンドヒル（Cheshire Hall and Richmond Hill Providenciales）
8. プロビデンシアレス島ブルーヒルズ（Blue Hills, Providenciales）
9. プロビデンシアレス島ファイブ・ケイ（Five Cays, Providenciales）
10. プロビデンシアレス島ウィーランド（Wheeland, Providenciales）

このほかに全国区議席が設定されている。